# Pardosa diuturna
Espèce
Pardosa diuturna est une espèce d'araignées aranéomorphes de la famille des Lycosidae.

## Distribution
Cette espèce se rencontre aux États-Unis en Alaska et au Canada en Colombie-Britannique.

## Description
La femelle holotype mesure 9,50 mm.

## Publication originale
- Fox, 1937 : Notes on North American lycosid spiders. Proceedings of the Entomological Society of Washington, vol. 39, p. 112-115 (texte intégral).